# Olemps
Olemps (prononcé /ɔ.lɛ̃ps/) est une commune française située dans le centre du département de l'Aveyron, en région Occitanie.
Ses habitants sont appelés les Olempiens,.
Le patrimoine architectural de la commune comprend un immeuble protégé au titre des monuments historiques : une croix de chemin, classée  en 1910.

## Géographie

### Localisation
Commune de l'aire d'attraction de Rodez située dans son unité urbaine, au sud-ouest de Rodez. La commune est située en majeure partie sur la rive gauche de la rivière Aveyron, mais le hameau de Toizac se situe en rive droite.

### Communes limitrophes
Les communes limitrophes sont  Druelle Balsac, Flavin, Le Monastère, Luc-la-Primaube et Rodez.

### Hydrographie

#### Réseau hydrographique

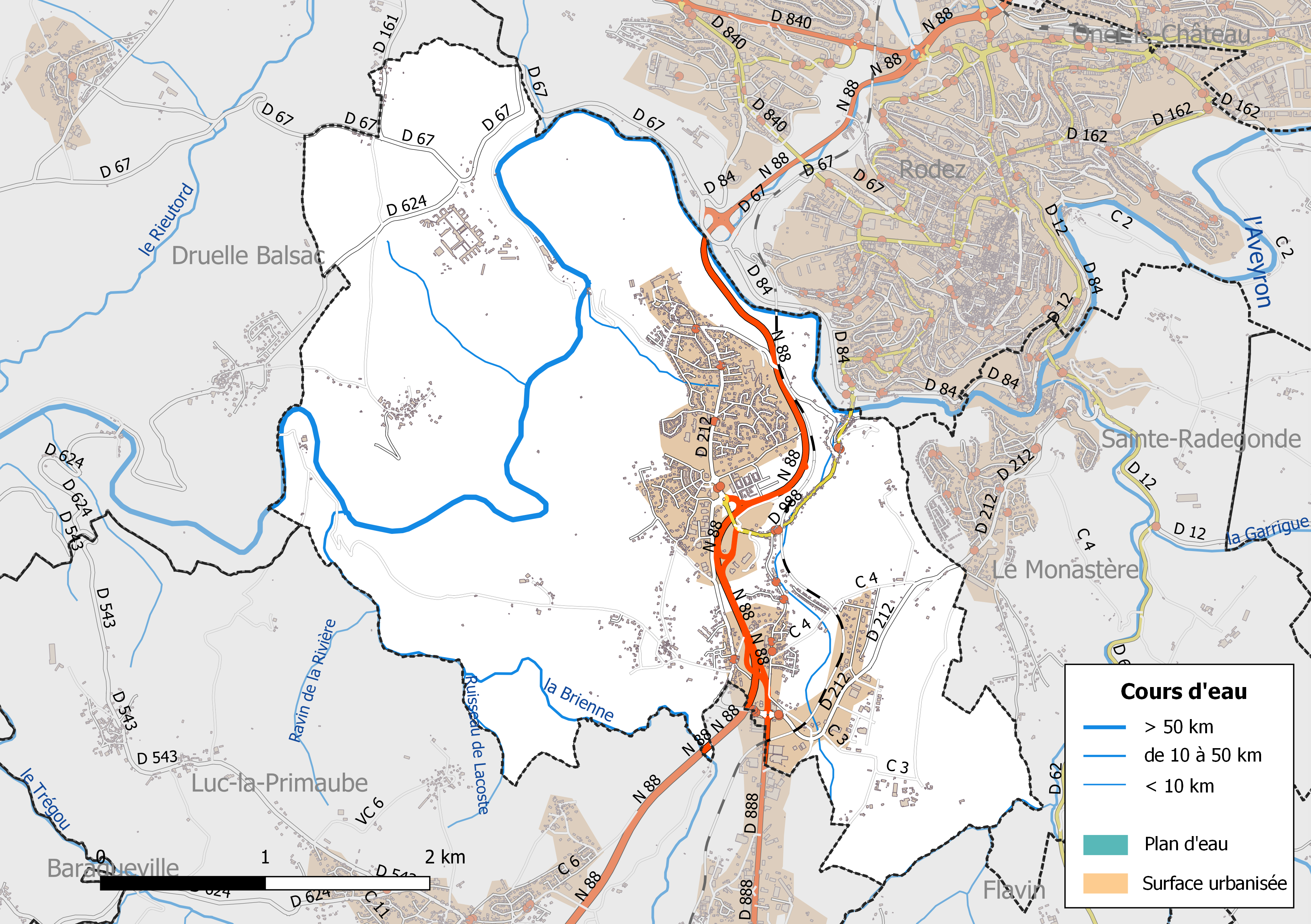
Réseaux hydrographique et routier d'Olemps.

La commune est drainée par l'Aveyron, la Brienne, le ruisseau de Lacoste, le ruisseau des Planquettes et par divers petits cours d'eau.
L'Aveyron, d'une longueur totale de 290,6 km, prend sa source dans la commune de Sévérac d'Aveyron et se jette  dans le Tarn à Barry-d'Islemade, après avoir arrosé 60 communes.

#### Gestion des cours d'eau
La gestion des cours d’eau situés dans le bassin de l’Aveyron est assurée par l’établissement public d'aménagement et de gestion des eaux (EPAGE) Aveyron amont, créé le 1er janvier 2017, en remplacement du syndicat mixte du bassin versant Aveyron amont,,.

### Climat
Pour des articles plus généraux, voir Climat de l'Occitanie et Climat de l'Aveyron.
En 2010, le climat de la commune est de type climat océanique altéré, selon une étude s'appuyant sur une série de données couvrant la période 1971-2000. En 2020, Météo-France publie une typologie des climats de la France métropolitaine dans laquelle la commune est exposée à un climat de montagne et est dans la région climatique Sud-est du Massif Central, caractérisée par une pluviométrie annuelle de 1 000 à 1 500 mm, minimale en été, maximale en automne.
Pour la période 1971-2000, la température annuelle moyenne est de 10,9 °C, avec une amplitude thermique annuelle de 15,8 °C. Le cumul annuel moyen de précipitations est de 1 117 mm, avec 11,7 jours de précipitations en janvier et 7 jours en juillet. Pour la période 1991-2020, la température moyenne annuelle observée sur la station météorologique la plus proche, située sur la commune de Flavin à 8 km à vol d'oiseau, est de 11,0 °C et le cumul annuel moyen de précipitations est de 902,2 mm,. Pour l'avenir, les paramètres climatiques de la commune estimés pour 2050 selon différents scénarios d'émission de gaz à effet de serre sont consultables sur un site dédié publié par Météo-France en novembre 2022.

### Milieux naturels et biodiversité
L’inventaire des zones naturelles d'intérêt écologique, faunistique et floristique (ZNIEFF) a pour objectif de réaliser une couverture des zones les plus intéressantes sur le plan écologique, essentiellement dans la perspective d’améliorer la connaissance du patrimoine naturel national et de fournir aux différents décideurs un outil d’aide à la prise en compte de l’environnement dans l’aménagement du territoire.
Le territoire communal d'Olemps comprend deux ZNIEFF de type 1,, 
le « Bois de linars » (37,8 ha)
et la « Rivière Aveyron » (3 500 ha), couvrant 63 communes dont 38 dans l'Aveyron, 5 dans le Tarn et 20 dans le Tarn-et-Garonne
et une ZNIEFF de type 2,, 
la « Vallée de l'Aveyron » (14 644 ha), qui s'étend sur 68 communes dont 41 dans l'Aveyron, 5 dans le Tarn et 22 dans le Tarn-et-Garonne.

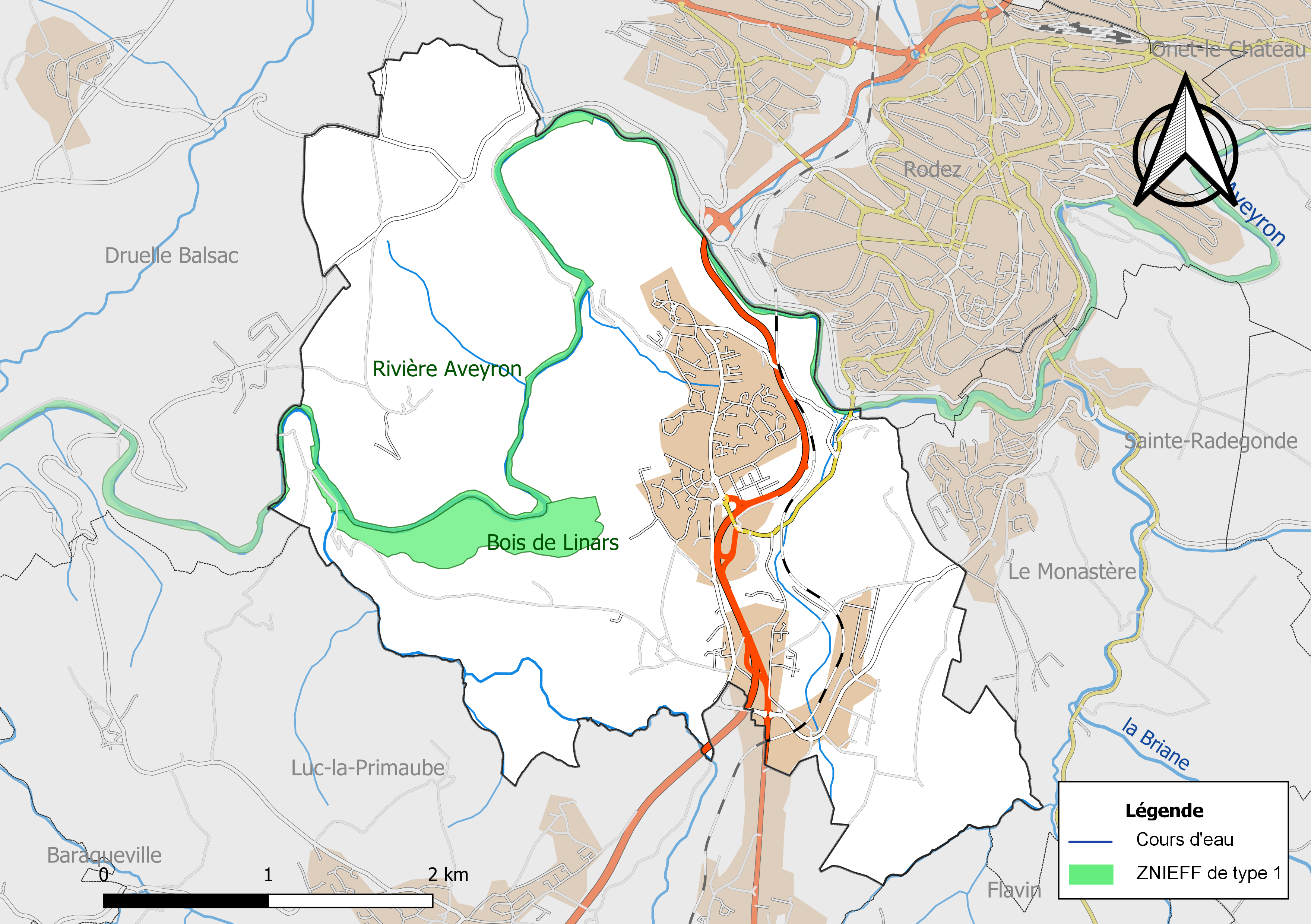
Carte des ZNIEFF de type 1 de la commune.
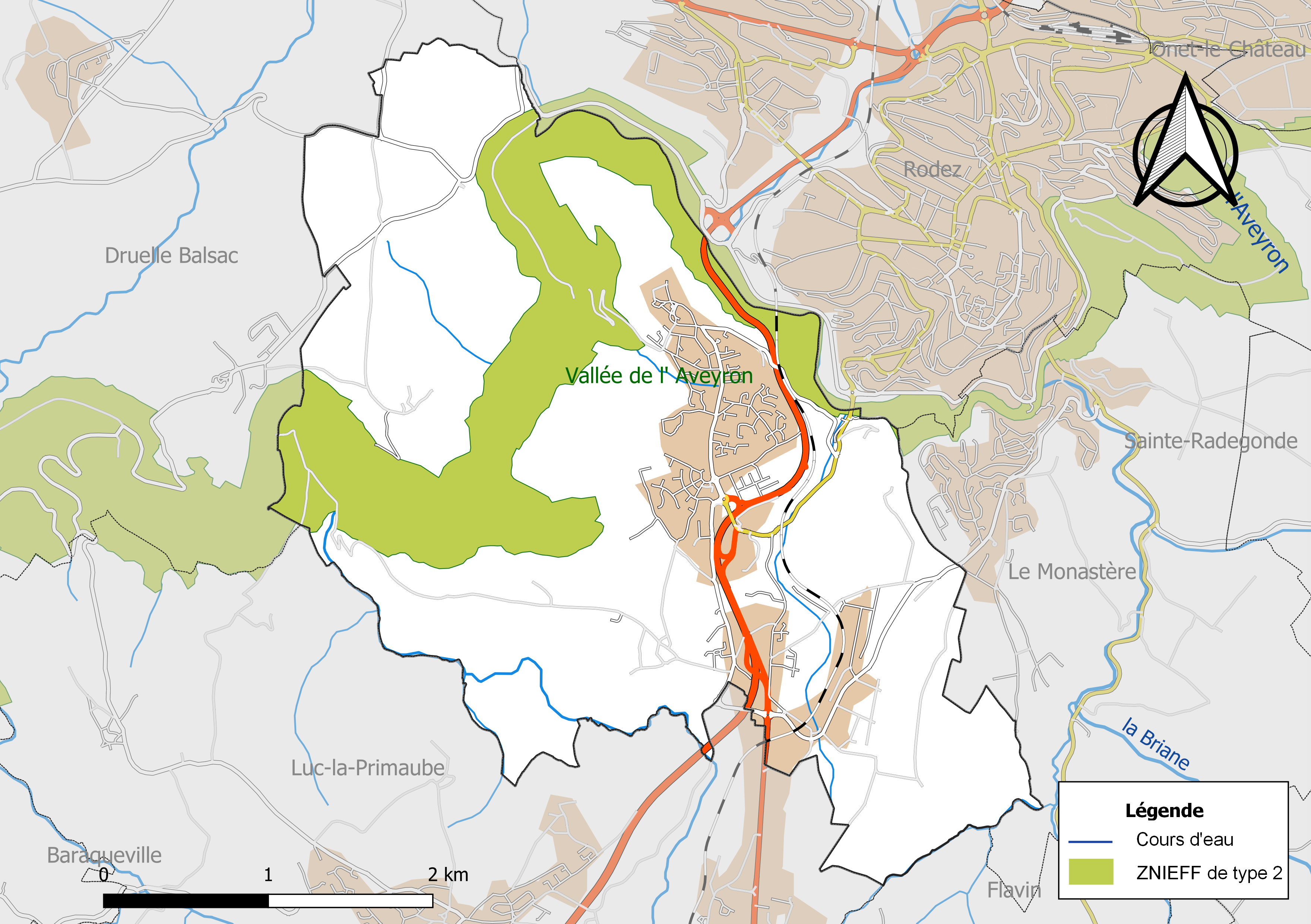
Carte de la ZNIEFF de type 2 de la commune.

## Urbanisme

### Typologie
Au 1er janvier 2024, Olemps est catégorisée ceinture urbaine, selon la nouvelle grille communale de densité à 7 niveaux définie par l'Insee en 2022.
Elle appartient à l'unité urbaine de Rodez, une agglomération intra-départementale dont elle est une commune de la banlieue,. Par ailleurs la commune fait partie de l'aire d'attraction de Rodez, dont elle est une commune de la couronne,. Cette aire, qui regroupe 68 communes, est catégorisée dans les aires de 50 000 à moins de 200 000 habitants,.

### Occupation des sols

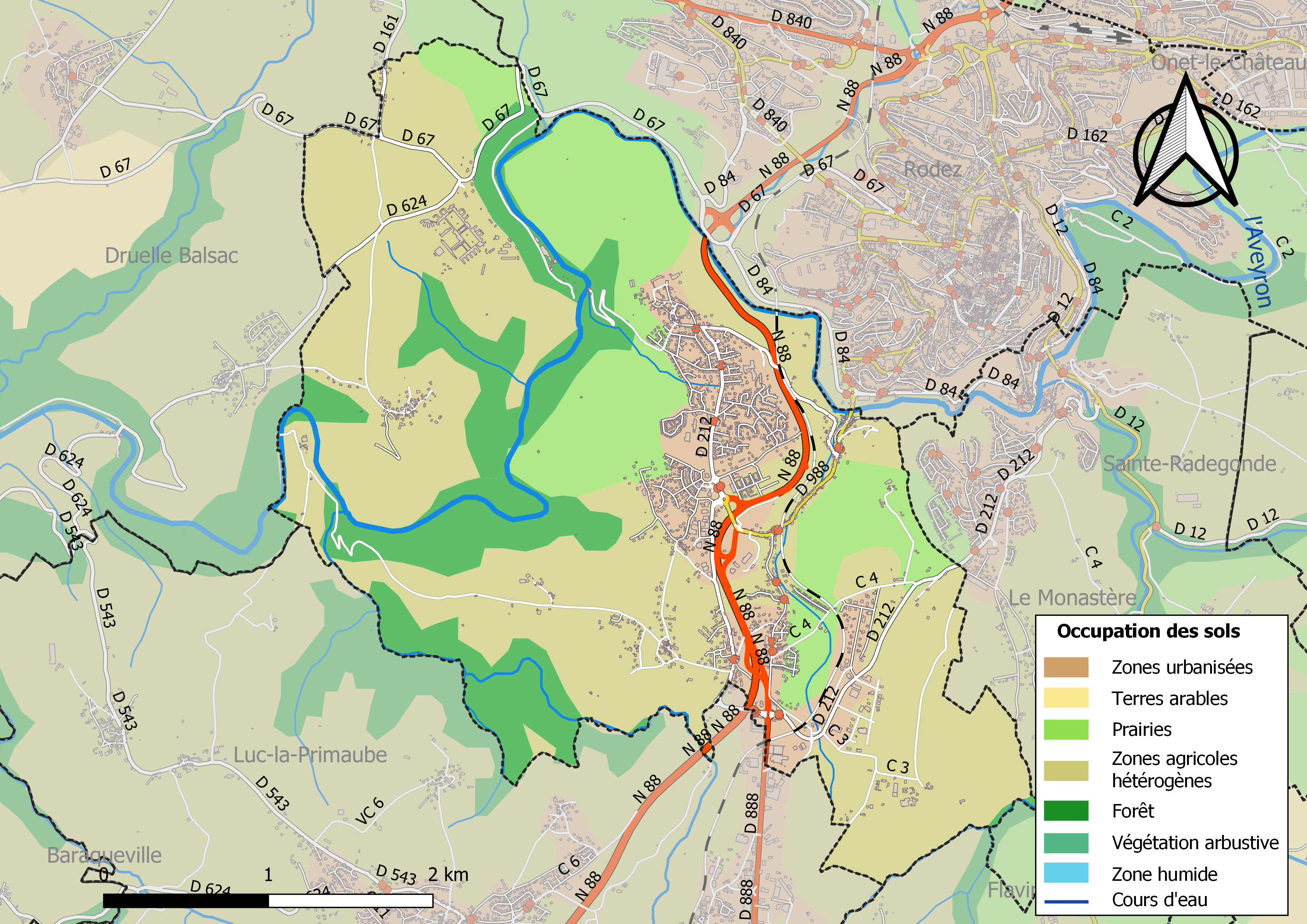
Infrastructures et occupation des sols de la commune d'Olemps.

L'occupation des sols de la commune, telle qu'elle ressort de la base de données européenne d’occupation biophysique des sols Corine Land Cover (CLC), est marquée par l'importance des territoires agricoles (70,3 % en 2018), en diminution par rapport à 1990 (73,1 %). La répartition détaillée en 2018 est la suivante : 
zones agricoles hétérogènes (52,1 %), prairies (18,2 %), forêts (17 %), zones urbanisées (12,7 %).

### Planification
La loi SRU du 13 décembre 2000 a incité fortement les communes à se regrouper au sein d’un établissement public, pour déterminer les partis d’aménagement de l’espace au sein d’un SCoT, un document essentiel d’orientation stratégique des politiques publiques à une grande échelle. La commune est dans le territoire du SCoT du Centre Ouest Aveyron  approuvé en février 2020. La structure porteuse est le Pôle d'équilibre territorial et rural Centre Ouest Aveyron, qui associe neuf EPCI, notamment la communauté d'agglomération du Grand Rodez, dont la commune est membre.
La commune disposait en 2017 d'un plan local d'urbanisme approuvé. Le zonage réglementaire et le règlement associé peuvent être consultés sur le Géoportail de l'urbanisme.

### Voies de communication et transports

#### Voies de communication

##### Axes routiers
Olemps se situe au bord de la RN88 (axe reliant Toulouse à Lyon), transformée dans le secteur de Rodez en boulevard urbain.

#### Transports

##### Transports ferroviaires
La gare est située à 15 minutes d'Olemps.

##### Transports aériens
L'aéroport est situé à 20 minutes d'Olemps.

##### Transports en commun
Olemps est desservi par le réseau Agglobus.
La ligne B relie Olemps à Rodez toutes les 20 minutes à 30 minutes le samedi après-midi ou sur des créneaux supplémentaires pendant les vacances d'été. Fiche horaires ligne B en 2025
La ligne H relie Olemps à Rodez via Le Monastère en passant par Cassagnettes, Bois Vert, Le Lachet, Le Gazet. Fiche horaires ligne H en 2025 La ligne J passe par La Mouline pour quelques arrêts. Fiche horaires ligne J en 2025

##### Transports postaux
Olemps dispose d'un bureau de Poste dépendant de Luc-la-Primaube.
Un point Poste Relai au Carrefour Express et un Relai Pickup à l'Olympe qui offrent des horaires d'ouverture élargis.

### Risques majeurs
Le territoire de la commune d'Olemps est vulnérable à différents aléas naturels : inondations, climatiques (hiver exceptionnel ou canicule), feux de forêts et séisme (sismicité faible).
Il est également exposé à un risque technologique, le transport de matières dangereuses, et à un risque particulier, le risque radon,.

#### Risques naturels

Zones inondables de la commune d'Olemps.

Certaines parties du territoire communal sont susceptibles d’être affectées par le risque d’inondation par débordement de l'Aveyron. Les dernières grandes crues historiques, ayant touché plusieurs parties du département, remontent aux 3 et 4 décembre 2003 (dans le bassin du Lot, de l'Aveyron, du Viaur et du Tarn) et au 28 novembre 2014 (bassins de la Sorgues et du Dourdou). Ce risque est pris en compte dans l'aménagement du territoire de la commune par le biais du Plan de prévention du risque inondation (PPRI) Aveyron Amont-Auterne, approuvé le 14 décembre 2006.
Une partie de la commune d'Olemps est située en zone inondable. La commune est située dans le périmètre d'un PPRI approuvé le 14 décembre 2006.
À la fin du mois de juillet 1807, les eaux de ruissellement liées à un violent orage avaient dévalé dans le secteur de la Mouline et provoqué d'importants dégâts.
Le Plan départemental de protection des forêts contre les incendies découpe le département de l’Aveyron en sept « bassins de risque » et définit une sensibilité des communes à l’aléa feux de forêt (de faible à très forte). La commune est classée en sensibilité faible.

#### Risques technologiques
Le risque de transport de matières dangereuses sur la commune est lié à sa traversée par des infrastructures routières et ferroviaires importantes et la présence d'une canalisation de transport de gaz. Un accident se produisant sur de telles infrastructures est en effet susceptible d’avoir des effets graves au bâti ou aux personnes jusqu’à 350 m, selon la nature du matériau transporté. Des dispositions d’urbanisme peuvent être préconisées en conséquence.

#### Risque particulier
Dans plusieurs parties du territoire national, le radon, accumulé dans certains logements ou autres locaux, peut constituer une source significative d’exposition de la population aux rayonnements ionisants. Toutes les communes du département sont concernées par le risque radon à un niveau plus ou moins élevé. Selon le dossier départemental des risques majeurs du département établi en 2013, la commune d'Olemps est classée à risque moyen à élevé. Un décret du 4 juin 2018 a modifié la terminologie du zonage définie dans le code de la santé publique et a été complété par un arrêté du 27 juin 2018 portant délimitation des zones à potentiel radon du territoire français. La commune est désormais en zone 3, à savoir zone à potentiel radon significatif.

## Histoire
Avant la Révolution, le territoire de la commune faisait partie de la paroisse Saint-Amans (Rodez) : Olemps, la Mouline, Bénéchou, Toizac.
Après la Révolution, le territoire de l'actuelle commune d'Olemps (Olemps, Cassagnettes, Lagarrigue, la Mouline, Malan, Puech-Camp, Cayssiols et Toizac) faisait partie de la mairie de Sainte-Radegonde.
La commune d'Olemps est créée par ordonnance du Roi Louis-Philippe Ier le 3 juillet 1837, et intègre La Mouline, Puech-Camp, Toizac, Cassagnettes, Lagarrigue, Malan et Caissiols.
Olemps connut une forte expansion autour des grands ponts ferroviaires du XIXe siècle (surtout la Mouline).
Aujourd'hui, petite ville (hôpital annexe, supermarché, zone d'activité…).
Fait divers (repris dans "l'Ami de la Religion" - 1851) :
Deux soldats de la garnison de Rodez (12° Léger) ont trouvé, en furetant dans le creux d'un rocher sur les bords de l'Aveyron, au-dessous de Cayssiols, une bouteille en fer blanc fort ternie par la rouille, qu'ils se sont empressés d'ouvrir. Elle contenait une petite feuille de papier enveloppant une pièce d'or, et sur cette feuille était écrit ce qui suit :
In nomine Domine Nostri J. Ch. Amen.
Auno Incarnationis Domini 1686, ego Paulinus de Jalinqua qui hoc sucripsi et sigillo meo signavi : cum opporteret ut à Gallico regno exiam, nam Rex Ludovicus XIV noster reformatam religionem in regno tollere non vult, aurum meum condidi in loco Cayssiolensi per ingetem rupem prope basim sub quartam quercum. Hic sunt triginta milia librarum quas requirere spero post persecutionem finitam nostrae Religionis.
Factam in Cayssiolo, regnante Ludovicus XIV Gallia et Navarrae rege.
In ingente rupe quae est supra Aveyronem t4 t22 A.
P. DE JALENQUE
testes : DE SAUNHAC, VILLELONGUE.
pour certificat : GRIMALDUS, notaire, avec sceau.
À la feuille pendent trois empreintes d'écussons armoriés attachés par de petits rubans, deux sur cire à cacheter, un doré sur cuir.
La pièce originale ci-dessus a été communiquée par M. le major commandant le dépôt du 12° léger au président de la Société des lettres, sciences et arts de l'Aveyron, le 11 octobre 1851 (Echo de l'Aveyron).

## Politique et administration

### Découpage territorial
La commune d'Olemps est membre de la Rodez Agglomération, un établissement public de coopération intercommunale (EPCI) à fiscalité propre créé le 20 décembre 1999 dont le siège est à Rodez. Ce dernier est par ailleurs membre d'autres groupements intercommunaux.
Sur le plan administratif, elle est rattachée à l'arrondissement de Rodez, au département de l'Aveyron et à la région Occitanie. Sur le plan électoral, elle dépend du  canton du Nord-Lévezou pour l'élection des conseillers départementaux, depuis le redécoupage cantonal de 2014 entré en vigueur en 2015, et de la première circonscription de l'Aveyron  pour les élections législatives, depuis le dernier découpage électoral de 2010.

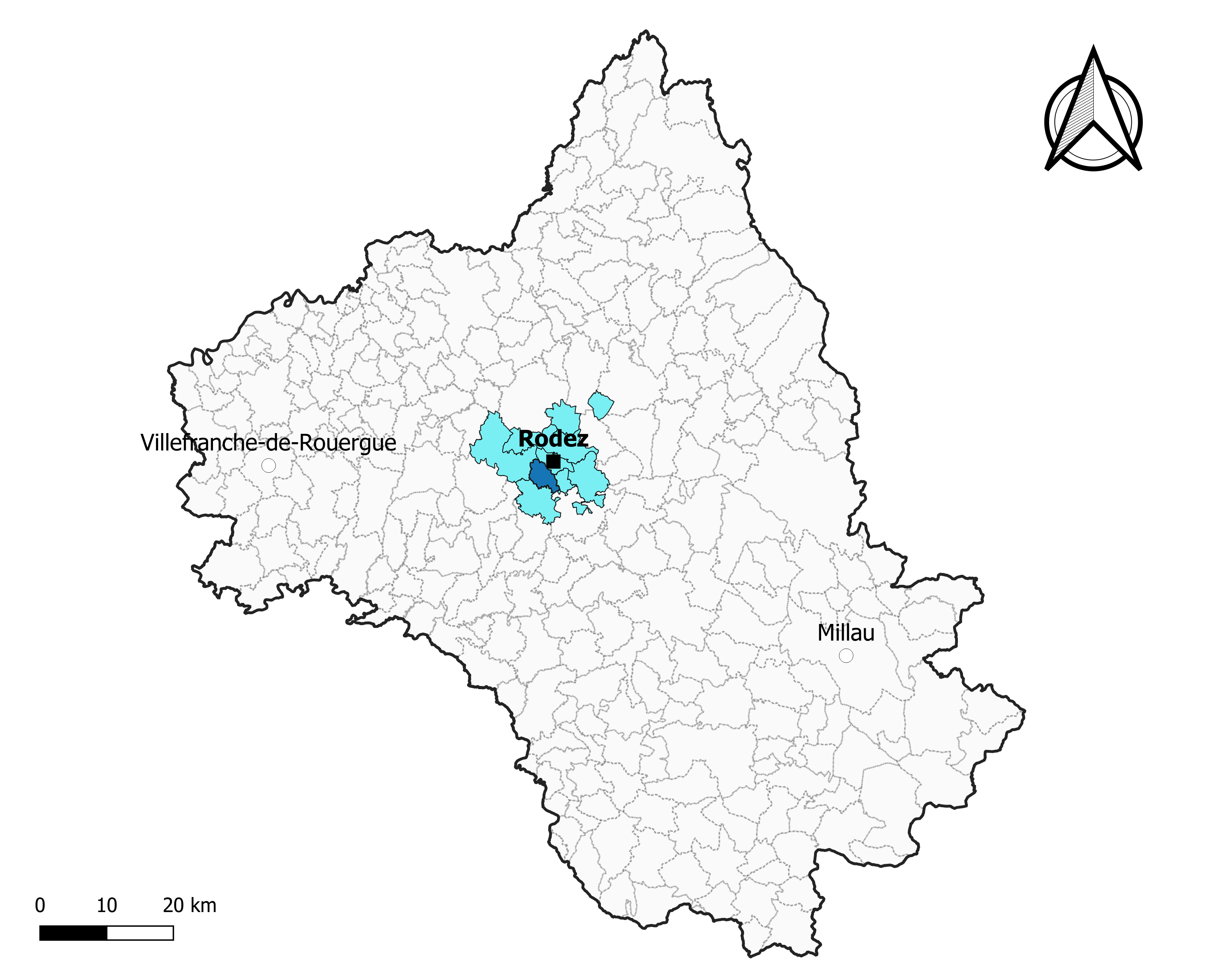
Olemps dans l'intercommunalité en 2020.
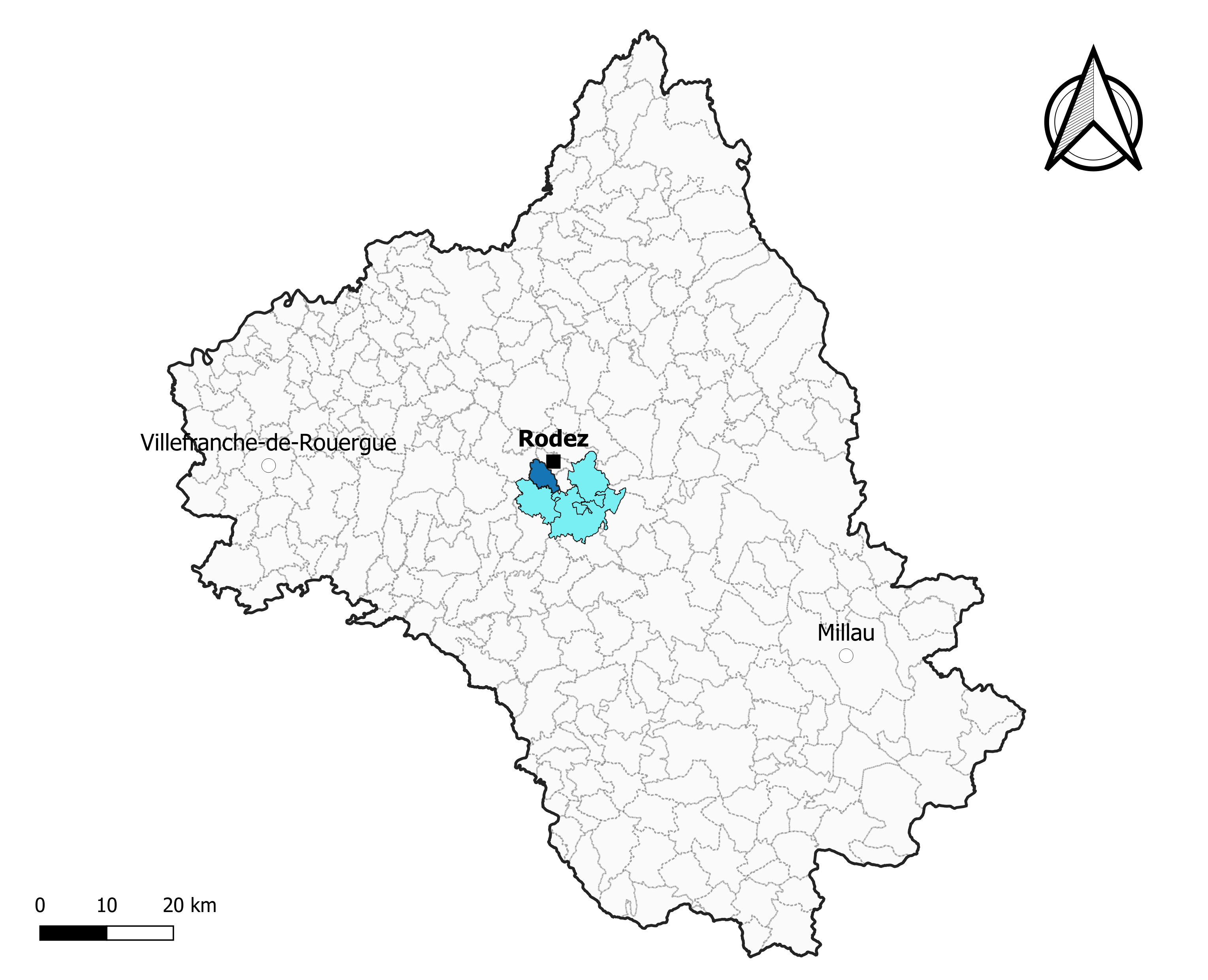
Olemps dans le canton du Nord-Lévezou en 2020.
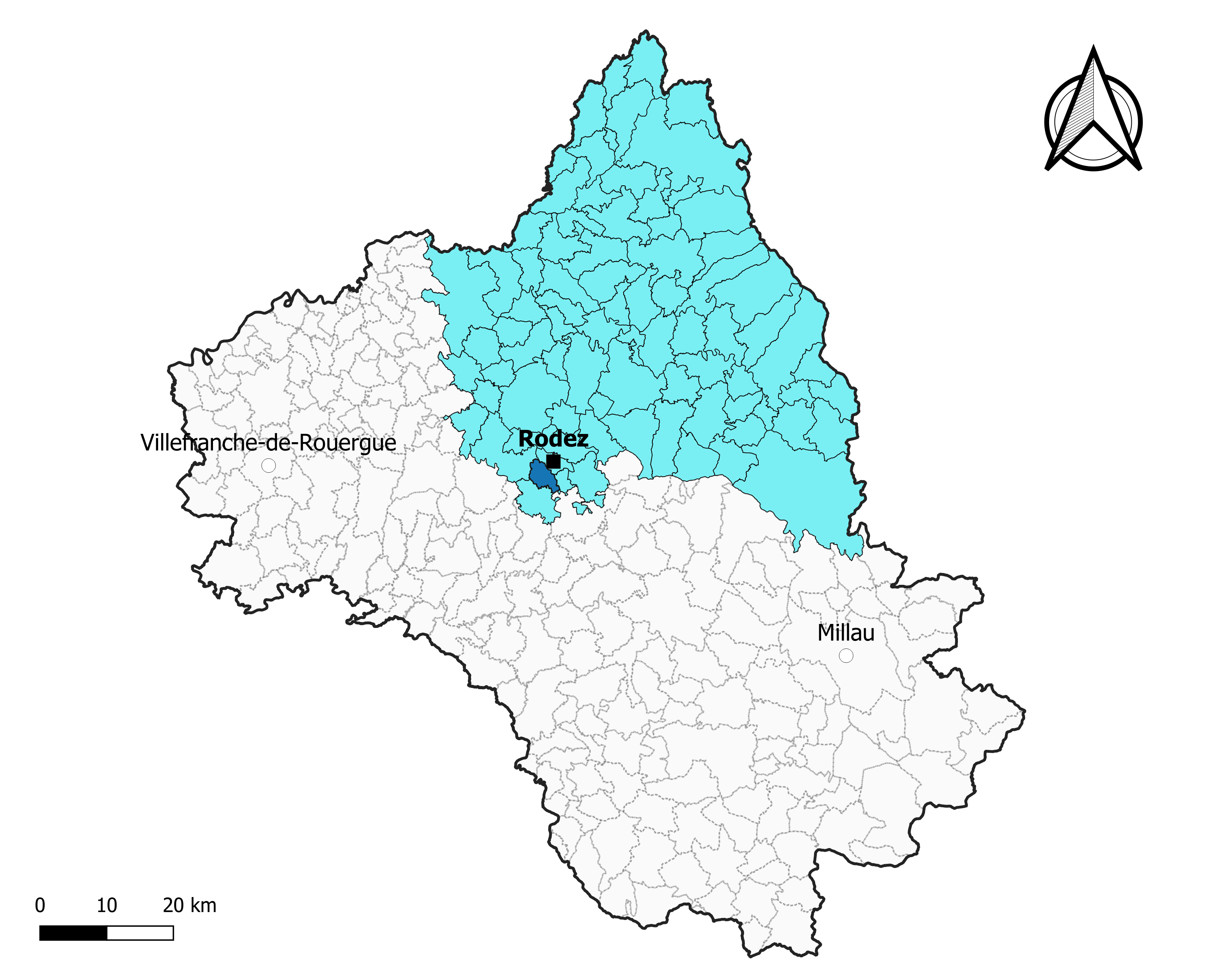
Olemps dans l'arrondissement de Rodez en 2020.

### Élections municipales et communautaires

#### Élections de 2020
Le conseil municipal d'Olemps, commune de plus de 1 000 habitants, est élu au scrutin proportionnel de liste à deux tours (sans aucune modification possible de la liste), pour un mandat de six ans renouvelable. Compte tenu de la population communale, le nombre de sièges à pourvoir lors des élections municipales de 2020 est de 23. Les vingt-trois conseillers municipaux sont élus au premier tour avec un taux de participation de 30,89 %, issus de la seule liste candidate, conduite par Sylvie Lopez. Sylvie Lopez, maire sortante, est réélue pour un nouveau mandat le 25 mai 2020.
Les trois sièges attribués à la commune au sein du conseil communautaire de la communauté d'agglomération du Grand Rodez sont alloués à la liste de Sylvie Lopez.

#### Liste des maires
| Période                                  | Période   | Identité           | Étiquette | Qualité                         |
| ---------------------------------------- | --------- | ------------------ | --------- | ------------------------------- |
| 1837                                     | 1850      | Adrien Rodat       | ...       | ...                             |
| 1850                                     | 1855      | Henri Rivière      | ...       | ...                             |
| 1855                                     | 1867      | Jean-Louis Donat   | ...       | ...                             |
| 1867                                     | 1876      | Guillaume Bessière | ...       | ...                             |
| ...                                      | ...       | ...                | ...       | ...                             |
| 1896                                     | 1900      | Joseph Soulié      | ...       | ...                             |
| 1900                                     | 1901      | François Marion    | ...       | ...                             |
| 1901                                     | 1908      | Antoine Caubel     | ...       | ...                             |
| 1908                                     | 1939      | Adrien Rodat       | ...       | ...                             |
| 1939                                     | 1944      | Emile Sanhes       | ...       | ...                             |
| 1944                                     | 1947      | Casimir Séguret    | ...       | ...                             |
| 1947                                     | 1959      | Léon Ricard        | ...       | ...                             |
| 1959                                     | 1965      | Guy de Rodat       |           | Agriculteur, châtelain d'Olemps |
| 1965                                     | 1971      | André Marion       | ...       | ...                             |
| 1971                                     | 1995      | Georges Bru        | ...       | ...                             |
| mars 1995                                | mars 2008 | Bernard Brunel     | ...       | ...                             |
| mars 2008                                | En cours  | Sylvie Lopez,      |           | Ancienne cadre                  |
| Les données manquantes sont à compléter. |           |                    |           |                                 |

### Jumelages
Aucun jumelage.

### Intercommunalité
Olemps est l'une des 8 communes qui composent la Rodez Agglomération.

## Démographie
L'évolution du nombre d'habitants est connue à travers les recensements de la population effectués dans la commune depuis 1793. Pour les communes de moins de 10 000 habitants, une enquête de recensement portant sur toute la population est réalisée tous les cinq ans, les populations de référence des années intermédiaires étant quant à elles estimées par interpolation ou extrapolation. Pour la commune, le premier recensement exhaustif entrant dans le cadre du nouveau dispositif a été réalisé en 2008.

En 2022, la commune comptait 3 531 habitants, en évolution de +4,44 % par rapport à 2016 (Aveyron : +0,37 %, France hors Mayotte : +2,11 %).
| 1793 | 1800 | 1841 | 1846 | 1851 | 1856 | 1861 | 1866 | 1872 |
| ---- | ---- | ---- | ---- | ---- | ---- | ---- | ---- | ---- |
| 435  | 495  | 683  | 688  | 695  | 645  | 661  | 674  | 650  |

| 1876 | 1881 | 1886 | 1891 | 1896 | 1901 | 1906 | 1911 | 1921 |
| ---- | ---- | ---- | ---- | ---- | ---- | ---- | ---- | ---- |
| 676  | 653  | 707  | 649  | 881  | 771  | 751  | 722  | 633  |

| 1926 | 1931 | 1936 | 1946  | 1954  | 1962  | 1968  | 1975  | 1982  |
| ---- | ---- | ---- | ----- | ----- | ----- | ----- | ----- | ----- |
| 652  | 659  | 716  | 1 378 | 1 500 | 2 018 | 2 201 | 2 562 | 2 856 |

| 1990  | 1999  | 2006  | 2008  | 2013  | 2018  | 2022  | - | - |
| ----- | ----- | ----- | ----- | ----- | ----- | ----- | - | - |
| 3 032 | 3 020 | 3 133 | 3 165 | 3 280 | 3 425 | 3 531 | - | - |

## Économie

### Revenus
En 2018  (données Insee publiées en septembre 2021), la commune compte 1 458 ménages fiscaux, regroupant 3 207 personnes. La médiane du revenu disponible par unité de consommation est de 23 510 € (20 640 € dans le département). 59 % des ménages fiscaux sont imposés ( % dans le département).

### Emploi
| Division       | 2008  | 2013  | 2018  |
| -------------- | ----- | ----- | ----- |
| Commune        | 2,6 % | 3,9 % | 3,8 % |
| Département    | 5,4 % | 7,1 % | 7,1 % |
| France entière | 8,3 % | 10 %  | 10 %  |

En 2018, la population âgée de 15 à 64 ans s'élève à 2 053 personnes, parmi lesquelles on compte 76,1 % d'actifs (72,3 % ayant un emploi et 3,8 % de chômeurs) et 23,9 % d'inactifs,. Depuis 2008, le taux de chômage communal (au sens du recensement) des 15-64 ans est inférieur à celui de la France et du département.
La commune fait partie de la couronne de l'aire d'attraction de Rodez, du fait qu'au moins 15 % des actifs travaillent dans le pôle,. Elle compte 1 633 emplois en 2018, contre 1 585 en 2013 et 1 638 en 2008. Le nombre d'actifs ayant un emploi résidant dans la commune est de 1 502, soit un indicateur de concentration d'emploi de 108,7 % et un taux d'activité parmi les 15 ans ou plus de 54,1 %.
Sur ces 1 502 actifs de 15 ans ou plus ayant un emploi, 260 travaillent dans la commune, soit 17 % des habitants. Pour se rendre au travail, 88,3 % des habitants utilisent un véhicule personnel ou de fonction à quatre roues, 4,9 % les transports en commun, 4,1 % s'y rendent en deux-roues, à vélo ou à pied et 2,7 % n'ont pas besoin de transport (travail au domicile).

### Activités hors agriculture

#### Secteurs d'activités
252 établissements sont implantés  à Olemps au 31 décembre 2019. Le tableau ci-dessous en détaille le nombre par secteur d'activité et compare les ratios avec ceux du département,.
| Secteur d'activité                                                                                        | Commune | Commune | Département |
| Secteur d'activité                                                                                        | Nombre  | %       | %           |
| --- | ------- | ------- | ----------- |
| Ensemble                                                                                                  | 252     | 100 %   | (100 %)     |
| Industrie manufacturière, industries extractives et autres                                                | 17      | 6,7 %   | (17,7 %)    |
| Construction                                                                                              | 47      | 18,7 %  | (13 %)      |
| Commerce de gros et de détail, transports, hébergement et restauration                                    | 56      | 22,2 %  | (27,5 %)    |
| Information et communication                                                                              | 5       | 2 %     | (1,5 %)     |
| Activités financières et d'assurance                                                                      | 11      | 4,4 %   | (3,4 %)     |
| Activités immobilières                                                                                    | 14      | 5,6 %   | (4,2 %)     |
| Activités spécialisées, scientifiques et techniques et activités de services administratifs et de soutien | 50      | 19,8 %  | (12,4 %)    |
| Administration publique, enseignement, santé humaine et action sociale                                    | 39      | 15,5 %  | (12,7 %)    |
| Autres activités de services                                                                              | 13      | 5,2 %   | (7,8 %)     |

Le secteur du commerce de gros et de détail, des transports, de l'hébergement et de la restauration est prépondérant sur la commune puisqu'il représente 22,2 % du nombre total d'établissements de la commune (56 sur les 252 entreprises implantées  à Olemps), contre 27,5 % au niveau départemental.

#### Entreprises
Les cinq entreprises ayant leur siège social sur le territoire communal qui génèrent le plus de chiffre d'affaires en 2020 sont : 
- Sud-Ouest Fabrication D'outillage De Precision - Sofop, mécanique industrielle (34 173 k€)
- Thermatic, travaux d'installation d'équipements thermiques et de climatisation (22 043 k€)
- Patrick Breton Distribution, commerce de gros (commerce interentreprises) de produits à base de viande (14 818 k€)
- Andrieu Construction, travaux de maçonnerie générale et gros œuvre de bâtiment (14 768 k€)
- Transports Cransac, messagerie, fret express (7 101 k€)

### Agriculture
La commune est dans le Segala, une petite région agricole occupant l'ouest du département de l'Aveyron. En 2020, l'orientation technico-économique de l'agriculture  sur la commune est l'élevage d'ovins ou de caprins.
|               | 1988 | 2000 | 2010 | 2020 |
| ------------- | ---- | ---- | ---- | ---- |
| Exploitations | 36   | 15   | 19   | 14   |
| SAU (ha)      | 880  | 548  | 583  | 634  |

Le nombre d'exploitations agricoles en activité et ayant leur siège dans la commune est passé de 36 lors du recensement agricole de 1988  à 15 en 2000 puis à 19 en 2010 et enfin à 14 en 2020, soit une baisse de 61 % en 32 ans. Le même mouvement est observé à l'échelle du département qui a perdu pendant cette période 51 % de ses exploitations,. La surface agricole utilisée sur la commune a également diminué, passant de 880 ha en 1988 à 634 ha en 2020. Parallèlement la surface agricole utilisée moyenne par exploitation a augmenté, passant de 24 à 45 ha.

## Culture locale et patrimoine

### Lieux et monuments
- Château de Rodat (XVIe siècle), propriété de la famille de Rodat.
- Château de Malan (XVIIIe siècle).
- Église Saint-Amans de la Mouline.
- Le Manoir.
- Le Castel Gaillard (XVe siècle).
- Croix de chemin d'Olemps (XVe siècle).

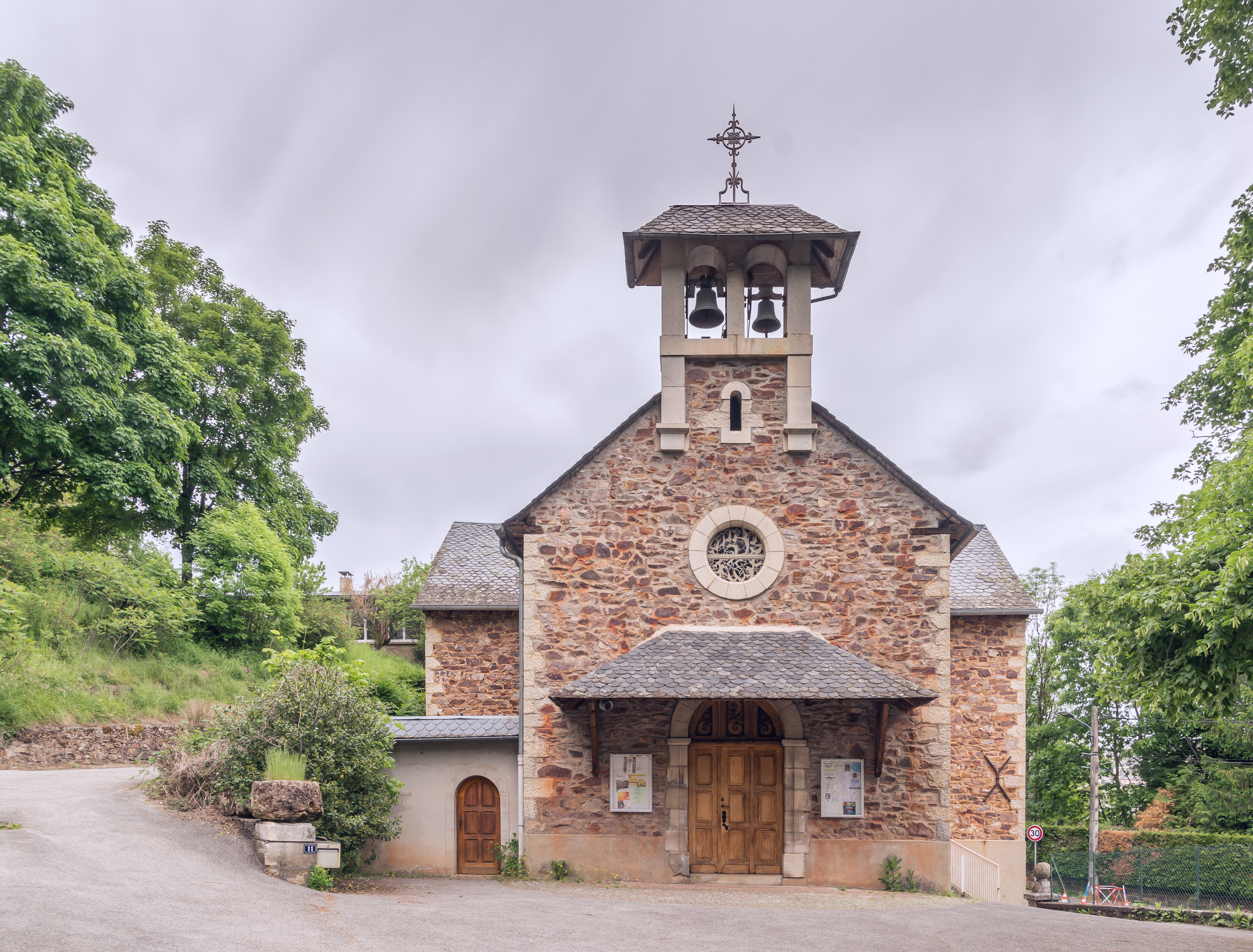
Église Saint-Amans de la Mouline
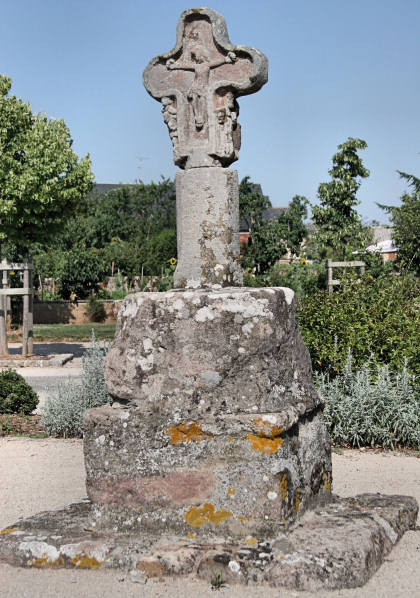
Croix dite d'Olemps, face est, en grès rose, dans le vieil Olemps. Datée du XVe siècle, classée monument historique, elle se serait trouvée à l'origine au pont de La Mouline sur l'Aveyron, au bas d'Olemps
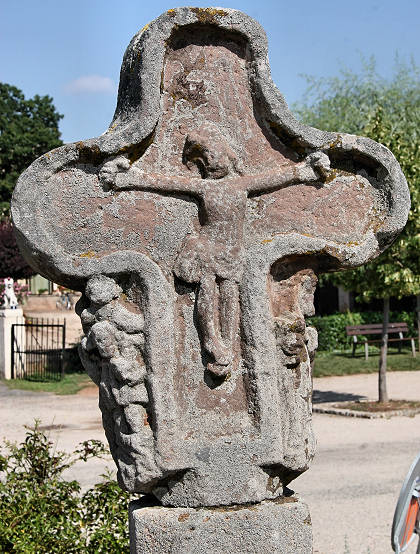
Croix dite d'Olemps, détail est
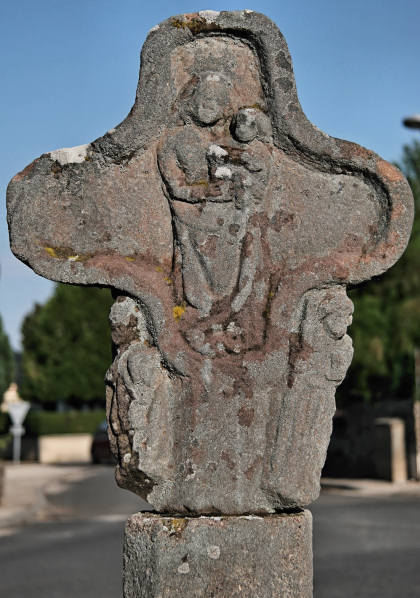
Croix dite d'Olemps, détail ouest
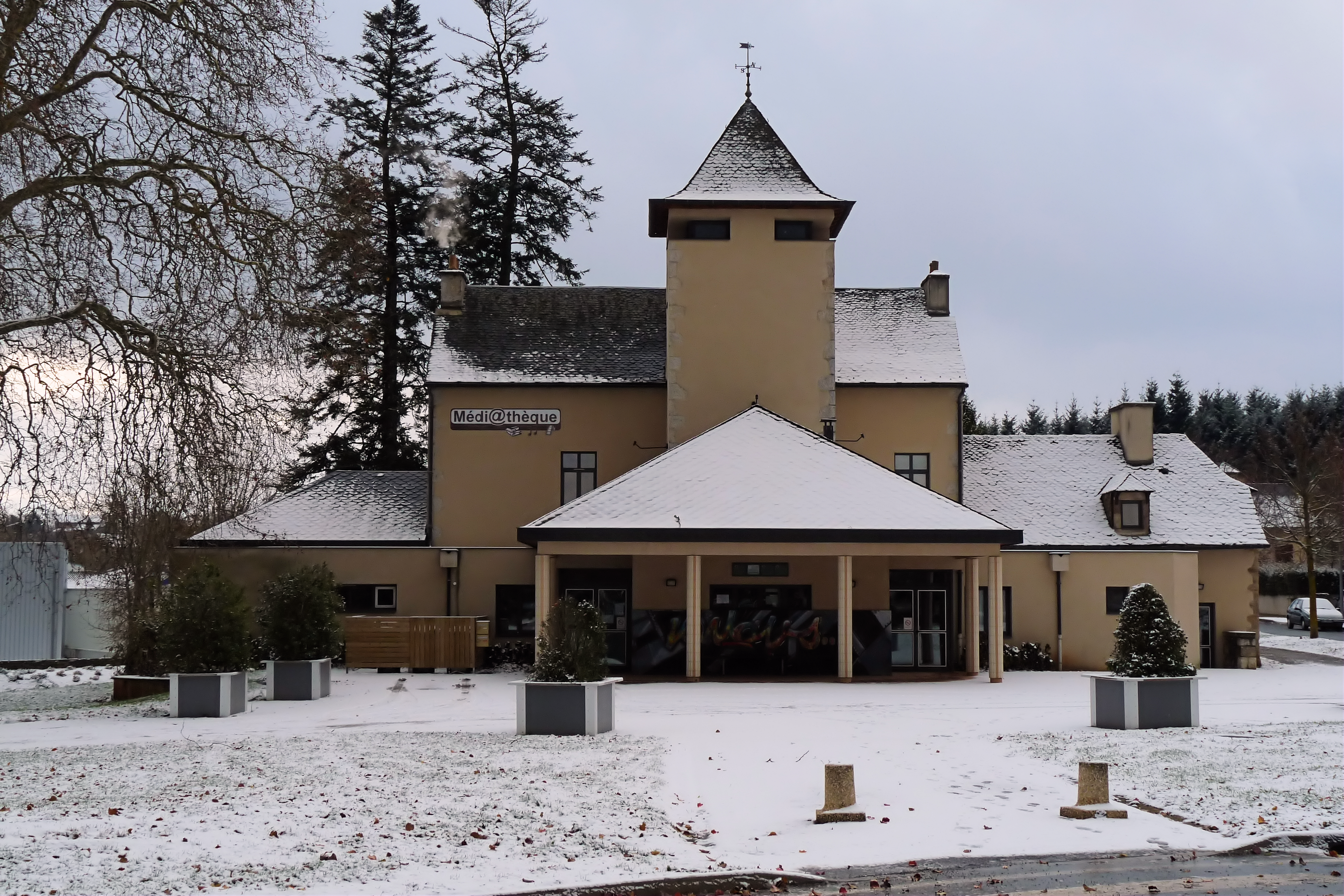
Le Manoir d'Olemps

### Parc d'exposition
Projet de 2010 : Il se situera au bord de la RN88 (site de Malan-les-Cazals), à 10 minutes du centre-ville de Rodez et sera desservi régulièrement par le réseau de bus Agglobus.
D'une superficie de 6 730 m2 et ayant plusieurs configurations possibles grâce à plusieurs modularités, il sera ainsi possible d'obtenir une grande salle de congrès ou de spectacle de 3 200 places, ou une salle de 2 000 places avec une zone d'exposition ou encore un vaste hall. Également un grand parvis permettra également la tenue de manifestations extérieures. Dédié également aux représentations sportives, cet équipement offrira 900 places de stationnement, des espaces d'animation, de restauration, des salles de réunions et entre en complémentarité avec les autres équipements de l'agglomération dont le multiplex de 1600 places dans le centre-ville ou encore le Hall d'exposition du Foirail, dans le centre-ville.
Prévu initialement pour ouvrir ses portes au deuxième trimestre de 2016.

Novembre 2015 : un nouveau projet plus modeste de 3 500 m2: début des travaux 2016, mise en service prévue pour fin 2017.
Juillet 2018 : relance du projet avec choix de l'architecte parisien Alain Sarfati. Le projet prévoit 3 200 m2 de surface d’exposition avec un amphithéâtre de 500 places, ainsi qu'une surface d’exposition extérieure de 18 000 m2 et des places de parkings. Début des travaux en 2020,,, mais le projet est arrêté en 2022.

### Salle de spectacle
Cette salle multi générations, baptisée "Salle 7-77" (de 7 à 77 ans), se situe à l'adresse '69 Rue de la 7-77' entre la mairie et l'espace sportif G. Bru. La grande salle peut accueillir 300 personnes autour de la piste de danse. Pour un spectacle assis : 200 personnes en gradins et 200 à plat. La scène peut s'ouvrir sur l'extérieur pour concerts ou séances de cinéma de plein air (première séance cinéma en extérieur).
Début des travaux en 2013, fin été 2015. Inaugurée le 30 octobre 2015.

### Hôpital Les Peyrières
Cette structure est en corrélation et en complémentarité avec l'hôpital Jacques Puel, situé à 5 kilomètres. L'établissement des Peyrières, spécialisé dans les consultations en gérontologie et gériatrie a fait l'objet d'importants travaux de rénovation pour améliorer le confort et le cadre de vie des résidents. La cuisine centrale hospitalière construite en 2006 au sous-sol de l'aile sud du bâtiment produit les repas du centre hospitalier dans sa totalité.
Il est doté de 40 lits de moyen séjour, soins de suite et de réadaptation qui permettent d'assurer un traitement ou une surveillance médicale à des malades requérant des soins continus, dans un but de réinsertion, de 135 lits de long séjour dont 55 chambres individuelles et 40 chambres doubles. L'Unité de Soins de Longue Durée (USLD) accueille des personnes n'ayant pas leur autonomie de vie et dont l'état nécessite une surveillance médicale constante. De plus, 40 lits de maison de retraite (EHPAD) dont 15 chambres individuelles et 12 chambres doubles.

#### Hôpital Sainte-Marie
Cet hôpital, situé à Cayssiols, est un établissement de psychiatrie. Il a remplacé l'asile départemental d'aliénés de Paraire à Rodez en 1838.

### Personnalités liées à la commune
- Antoine François Rodat d'Olemps, né le 2 octobre 1751 à Olemps, jurisconsulte avant la Révolution, nommé député aux États généraux par le tiers état de la sénéchaussée de Rodez. Franc-maçon, membre de la loge de la Parfaite Union. Mort en 1816.
- Pierre Antoine Amans Rodat dit Amans Rodat, fils du précédent, l'un des agronomes les plus influents du département de l'Aveyron au XIXe siècle, secrétaire perpétuel de la société d'agriculture de l'Aveyron, conseiller de préfecture, chevalier de la légion d'honneur, mort à Olemps le 10 février 1846.
- Sébastien Viala, né le 11 mars 1763 à la Mouline, devenu Général de Brigade, mort en 1849.